# Рожански, Мэтью
Мэтью Рожански (англ. Matthew Rojansky) — американский политолог, директор института Кеннана в Международном научном центре имени Вудро Вильсона, исполнительный секретарь американской части Дартмутского диалога. Один из ведущих специалистов по России в США.

## Биография
В 2010—2013 годах Мэтью Рожански работал заместителем директора Российской и Евразийской программы в Фонде Карнеги за международный мир, где основал программу исследований по Украине, руководил многолетним проектом по поддержке сотрудничества США и России в сфере здравоохранения и создал «вторую дорожку» по разрешению приднестровского конфликта.
С 2007 по 2010 годах Мэтью Рожански работал исполнительным директором Партнёрства за безопасную Америку (Partnership for a Secure America, PSA), где организовывал инициативы с участием лидеров республиканской и демократической партий, направленные на улучшение отношений между США и Россией.
До этого он занимал должность специалиста по политическим вопросам в Посольстве США в Киеве, был приглашенным исследователем в Оборонном колледже НАТО и клерком в Военно-апелляционном суде Соединенных Штатов.

## Образование
Мэтью Рожански получил диплом бакалавра в Гарвард-колледже, и степень доктора права (J.D.) в Стэнфордском университете, он владает английским, русским и ивритом.